# Захожий Олександр Григорович
Олександр Григорович Захожий (нар. 7 вересня 1993, Запоріжжя) — український професійний боксер, що виступає з 2017 року у важкій ваговій категорії.

## Освіта
- Запорізький національний університет (факультет фізичного виховання).

## Біографія
З юнацьких років Олександр займався різними видами бойових мистецтв і рукопашного бою. Тренувався під керівництвом Олександра Притули, президента всеукраїнської федерації «Спас».
З 2016 року Захожий вирішив зосередитись на боксі.

## Професіональна кар'єра
Дебютний поєдинок відбувся 17 червня 2017 року. Олександр нокаутував в першому раунді грузина Давіта Ґоґішвілі.
22 липня 2017 нокаутував в четвертому раунді 36-річного джорнімена з Чехії Томаша Мразека (10-65-6), бійця, якого 2009 року не зміг відправити у нокаут за 6 раундів Тайсон Ф'юрі.
12 жовтня 2019 року Олександр здобув одностайним рішенням суддів найвагомішу перемогу в кар'єрі над досвідченим американським гейткіпером Кевіном Джонсоном (34-14-1).

## Таблиця боїв
| №  | Результат | Рекорд | Суперник                            | Спосіб | Раунд, час   | Дата              | Місце                                                | Примітки                                                                         |
| -- | --------- | ------ | ----------------------------------- | ------ | ------------ | ----------------- | ---------------------------------------------------- | -------------------------------------------------------------------------------- |
| 20 | Поразка   | 19-1   | Лабіно Джоджай (19-0-1)             | UD     | 12           | 23 листопада 2024 | Olympiastuetzpunkt, Гайдельберґ, Німеччина           | Втратив титул чемпіона Європи за версією EBU. Рахунок: 111-115, 110-116 (двічі). |
| 19 | Перемога  | 19-0   | Граніт Шала (15-0)                  | KO     | 2 (12), 2:25 | 13 квітня 2024    | AGON Sportpark, Берлін, Німеччина                    | Виграв вакантний титул чемпіона Європи за версією EBU.                           |
| 18 | Перемога  | 18–0   | Мухаммед Алі Дурмаз (32-33)         | KO     | 3 (10), 2:50 | 25 березня 2023   | Grand Elysee, Гамбург                                |                                                                                  |
| 17 | Перемога  | 17–0   | Євгеніос Лазарідіс (17-3)           | TKO    | 1 (10), 2:42 | 26 березня 2022   | Westfalenhalle, Дортмунд                             |                                                                                  |
| 16 | Перемога  | 16–0   | Павел Соур (14-6)                   | TKO    | 3 (10), 1:15 | 22 січня 2022     | Boxclub Home Champions-Ka, Еггенштайн-Леопольдсгафен |                                                                                  |
| 15 | Перемога  | 15–0   | Сергій Вервейко (11-3)              | TKO    | 1 (10), 1:19 | 17 квітня 2021    | Boxclub Home Champions-Ka, Еггенштайн-Леопольдсгафен | Виграв титул WBC Francophone.                                                    |
| 14 | Перемога  | 14–0   | Костянтин Довбищенко (7-6-1)        | UD     | 8            | 1 серпня 2020     | Equides Club, Лісники                                | Рахунок: 78-74, 77-75 (двічі).                                                   |
| 13 | Перемога  | 13–0   | Кевін Джонсон (34-14-1)             | UD     | 8            | 11 жовтня 2019    | Pallazzohalle, Карлсруе                              | Рахунок: 80-72, 80-73, 79-73.                                                    |
| 12 | Перемога  | 12–0   | Срдан Говедаріца (7-7)              | KO     | 2 (8), 1:01  | 15 червня 2019    | Конгресно-виставковий центр "Парковий", Київ         |                                                                                  |
| 11 | Перемога  | 11–0   | Маріано Рубен Діас Струнц (13-13-1) | TKO    | 8 (8), 2:22  | 27 квітня 2019    | Pallazzohalle, Карлсруе                              |                                                                                  |
| 10 | Перемога  | 10–0   | Іринея Беато Коста Джуніор (19-8)   | KO     | 3 (8), 1:43  | 15 грудня 2018    | Конгресно-виставковий центр "Парковий", Київ         |                                                                                  |
| 9  | Перемога  | 9–0    | Ріхардс Бігіс (13-6)                | TKO    | 1 (6), 2:50  | 14 вересня 2018   | Pallazzohalle, Карлсруе                              |                                                                                  |
| 8  | Перемога  | 8–0    | Іван Лисиця (3-9)                   | UD     | 6            | 17 червня 2018    | Конгресно-виставковий центр "Парковий", Київ         | Рахунок: 60-52, 58-54, 57-54.                                                    |
| 7  | Перемога  | 7–0    | Гіоргі Копадзе (3-5)                | KO     | 3 (6), 0:39  | 10 березня 2018   | Pallazzohalle, Карлсруе                              |                                                                                  |
| 6  | Перемога  | 6–0    | Золтан Чала (11-14)                 | KO     | 1 (6), 1:29  | 7 січня 2018      | Mach1, Карлсруе                                      |                                                                                  |
| 5  | Перемога  | 5–0    | Мілош Доведан (2-32)                | KO     | 1 (6), 1:42  | 18 листопада 2017 | Karslberg FanHalle Nord, Кайзерслаутерн              |                                                                                  |
| 4  | Перемога  | 4–0    | Дразан Янін (17-17)                 | KO     | 2 (6), 2:14  | 11 листопада 2017 | Werner-Seelenbinder-Sportpark, Берлін                |                                                                                  |
| 3  | Перемога  | 3–0    | Іраклі Ґвенетадзе (7-4)             | UD     | 6            | 12 серпня 2017    | Fischbachhalle, Саарбрюкен                           | Рахунок: 60-52, 58-54, 57-54.                                                    |
| 2  | Перемога  | 2–0    | Томаш Мразек (10-65-6)              | TKO    | 4 (6), 1:10  | 22 липня 2017     | Карлсруе                                             |                                                                                  |
| 1  | Перемога  | 1–0    | Давіт Ґоґіашвілі (13-5)             | KO     | 1 (6)        | 17 червня 2017    | Pabellon Municipal, Пеніскола                        | Дебют на професійному ринзі.                                                     |